# قائمة كليمنتس لطيور العالم
قائمة كليمنتس لطيور العالم هو كتاب لجيمس كليمنتس يقدم قائمة بأنواع الطيور في العالم.
أحدث نسخة مطبوعة هي الإصدار السادس (2007)، ولكن تم تحديثها سنويًا، وكانت آخر نسخة في عام 2021، وتنشرها مطبعة جامعة كورنيل. نُشرت الطبعات السابقة بواسطة الناشر الخاص بالمؤلف، أيبيس للنشر. قدم مختبر كورنيل لعلم الطيور تحديثات سنوية منذ ذلك الحين، عادةً في أغسطس، وأحدث إصدار متاح عبر الإنترنت بتنسيقات متعددة.  تعكس هذه التحديثات التغييرات المستمرة في تصنيف الطيور بناءً على الأبحاث المنشورة.
قائمة كليمنتس هي القائمة الرسمية التي تستخدمها جمعية الطيور الأمريكية على مستوى العالم. يستخدم إبيرد أيضًا قائمة كليمنتس كقائمة أساسية لتصنيف إبيرد الخاص، والذي يتضمن الأنواع الهجينة والكيانات الأخرى غير الأنواع التي أبلغ عنها مراقبو الطيور.

## روابط خارجية
- مزيد من المعلومات على موقع مطبعة جامعة كورنيل
- مختبر كورنيل لعلم الطيور